# Gozdno (Górzyn)
Gozdno (dawna niem. nazwa Heidehäuser) – przysiółek wsi Górzyn w Polsce, położony w województwie lubuskim, w powiecie żarskim, w gminie Lubsko, przy drodze wojewódzkiej nr 287.
W latach 1975–1998 przysiółek administracyjnie należał do województwa zielonogórskiego.